# نمش‌ناداودوار
نِمِش‌ناداودوار (به مجاری:  Nemesnádudvar) یک منطقهٔ مسکونی در مجارستان است که در ناحیه کیش‌کوروش واقع شده‌است. نمش‌نادوادوار ۵۸٫۷۹ کیلومتر مربع مساحت و ۲٬۰۶۴ نفر جمعیت دارد.

## خواهرخوانده
شهر آدا خواهرخواندهٔ نمش‌نادودوار هست.